# San Casimiro (Venezuela)
San Casimiro è una città dello stato Aragua, capoluogo del municipio omonimo. Si estende su un altopiano a oltre 500 msm, in una zona dove la Cordillera de la Costa digrada lentamente verso la grande regione llanera.  Possiede un clima di tipo tropicale, con temperature medie annue piuttosto elevate e precipitazioni dell'ordine di 1.000 mm circa su base annua, per lo più concentrate fra i mesi di giugno e settembre.
Di San Casimiro non si conosce la data di fondazione dell'abitato ma solo quella della parrocchia relativa, istituita il 6 ottobre 1783 dal vescovo Mariano Martí. Lo sviluppo della città fu lento: i 1.500 abitanti circa che la popolavano agli inizi del Novecento superarono le 2.000 unità solo agli inizi degli anni quaranta. A partire dagli anni cinquanta l'incremento demografico fu molto più rapido e il centro passò dai 2.313 abitanti del 1951 ai 4.843 del 1971, per raggiungere e superare i 20.000 nel censimento del 2001 (26.030 secondo una stima del 2007 che include l'intera popolazione del municipio).
In città non sono presenti edifici civili di particolare interesse storico o architettonico, mentre, fra quelli di carattere religioso, si segnala la bella chiesa parrocchiale eretta nel XIX secolo, le cui dimensioni appaiono più che ragguardevoli, tenuto conto della limitata consistenza demografica dell'abitato.
La città trae le principali fonti del proprio sostentamento dalle attività commerciali e dall'agricoltura. Nel 2001 oltre 10.000 ettari del territorio comunale erano stati messi a coltura. Caffè, patate, legumi (fagioli soprattutto) e manghi sono i prodotti di più larga diffusione. Nella zona di San Casimiro continua ad essere praticato l'allevamento di bovini ed ovini che però ha perso gran parte dell'importanza che rivestiva fino agli anni cinquanta del Novecento.
La crisi economica che da alcuni anni ha colpito il sud dello stato Aragua, poco industrializzato ed economicamente depresso, si è tradotta, nel febbraio del 2008 in un'esplosione di violenza popolare diretta contro il sindaco chavista Johnny Martinez, accusato di corruzione e appropriazione indebita di fondi pubblici. Il pronto intervento dell'esercito e le doti diplomatiche del generale Alejandro Tineo Peña, recatosi tempestivamente sul posto, hanno permesso che la situazione si normalizzasse senza spargimenti di sangue.